# Konstantin Fehrenbach
Konstantin Fehrenbach (Wellendingen bei Bonndorf, 11. siječnja 1852. – Freiburg im Breisgau, 26. ožujka 1926.) je bio njemački političar i jedan od ključnih vođa DZP-a. Godine 1918. bio je predsjednik Reichstaga, a od 1919. do 1920. bio je predsjednik Nacionalne skupštine. Kada je SPD dao ostavku na mjesto kancelara zbog loših izbornih rezultata, Konstantin Fehrenbach je postao njemački kancelar, formiravši koaliciju s DDP-om i DVP-om. Njegova vlada trajala je manje od godinu dana, kada se raspala u protest savezničkim reparacijama. Fehrenbach je vodio jedan dio DZP-a od 1923. pa do svoje smrti 1926.